# René Just Haüy
René Just Haüy (Saint-Just-en-Chaussée, 28 de febrero de 1743-París, 1 de junio de 1822), más conocido como Abate Haüy, fue un mineralogista francés considerado como el fundador de la cristalografía. El nombre de Abate Haüy se debe a que era canónigo honorario de Notre Dame de París.

## Biografía
Haüy nació en Saint-Just-en-Chaussée, en el departamento de Oise. Hijo de un tejedor, pertenecía a una familia humilde. Su hermano Valentin Haüy (1745-1822) fue el fundador de la primera escuela para invidentes. Haüy pudo cursar estudios superiores gracias a la generosidad de los amigos de su familia, lo que le permitió acudir primero al Colegio de Navarra de París y después al Colegio de Lemoine.
En 1770 Haüy se ordenó sacerdote católico. Convertido en profesor de Lemoine, comenzó a dedicar sus horas de ocio al estudio de la botánica, recibiendo clases del naturalista Louis Jean Marie Daubenton (1716-1799) en el jardín de plantas de París.
Sin embargo, un incidente casual dirigió su atención a otro campo en la historia natural, cuando se le cayó accidentalmente un ejemplar de espato calcáreo que pertenecía a un amigo. El examen de los fragmentos, le llevó a hacer una serie de experimentos que dieron lugar a la formulación de la ley geométrica de cristalización asociada con su nombre.
El valor de este descubrimiento, aunado al rigor de la teoría matemática asociada ideada por Haüy en su "Traité de minéralogie", fue reconocido de inmediato, siendo nombrado miembro de la Academia de Ciencias de Francia. Sus disertaciones en las modestas aulas de la universidad fueron seguidas con interés por Pierre-Simon de Laplace, Joseph-Louis Lagrange, Antoine Lavoisier, Claude Louis Berthollet y Antoine-François de Fourcroy. 
Cuando estalló la Revolución, Haüy se negó a jurar lealtad a la Constitución, y fue privado de su pensión. Arrestado y encarcelado en agosto de 1792 en su condición de sacerdote refractario al nuevo régimen político, su vida corrió serio peligro hasta que el naturalista Étienne Geoffroy Saint-Hilaire (uno de sus antiguos alumnos) intercedió enérgicamente en su favor (en principio, Haüy se negaba a abandonar la prisión hasta que no se liberase al resto de sacerdotes presos, que fueron masacrados unos días después). Participó sin éxito en la defensa del químico Antoine Lavoisier, guillotinado por los revolucionarios en 1794.
La Convención y el Directorio le confíaron diferentes cargos. Fue nombrado miembro del Comité Internacional de Pesos y Medidas en (1793), profesor de física en la Escuela Normal (1794) y, finalmente, conservador de colecciones y profesor de cristalografía en la Escuela de Minas (1795). Se incorporó al Instituto de Francia el mismo año. Enseñó mineralogía en el Museo Nacional de Historia Natural desde 1800, en sustitución del geólogo Déodat Gratet de Dolomieu, primero temporalmente y después, a la muerte de este último, de forma definitiva, fundando el Museo de Mineralogía.
En 1802 recibió la visita del neerlandés Martin van Marum, que en esa época era conservador del Museo de Teyler y director de la Real Sociedad de Ciencias y Humanidades de Holanda. Van Marum compró un conjunto de modelos cristalográficos en madera de peral realizados por Haüy para el Museo de Teyler, ingresando en la sociedad científica de Van Marum.
En 1808 se convirtió en profesor en la École Normale Supérieure, y posteriormente obtuvo el título de canónigo honorario de Notre-Dame de París y la cátedra de mineralogía (1809), creada para él en la Facultad de Ciencias de París. Es su asistente, el naturalista Alexandre Brongniart, quien desempeñará la mayor parte de esta última función.
Después de 1814, con la restauración del gobierno monárquico, Haüy fue destituido de sus cargos. Privado de su trabajo, debió pasar sus últimos días sumido en la pobreza, aunque el coraje y las altas cualidades morales que le habían ayudado en su juventud no le abandonaron en su vejez; y vivió sin rencor y siendo respetado hasta su muerte (provocada por una caída en su habitación) acaecida en París en el año 1822.
Está enterrado con su hermano Valentin Haüy en el Cementerio del Père-Lachaise de París.

## Obra

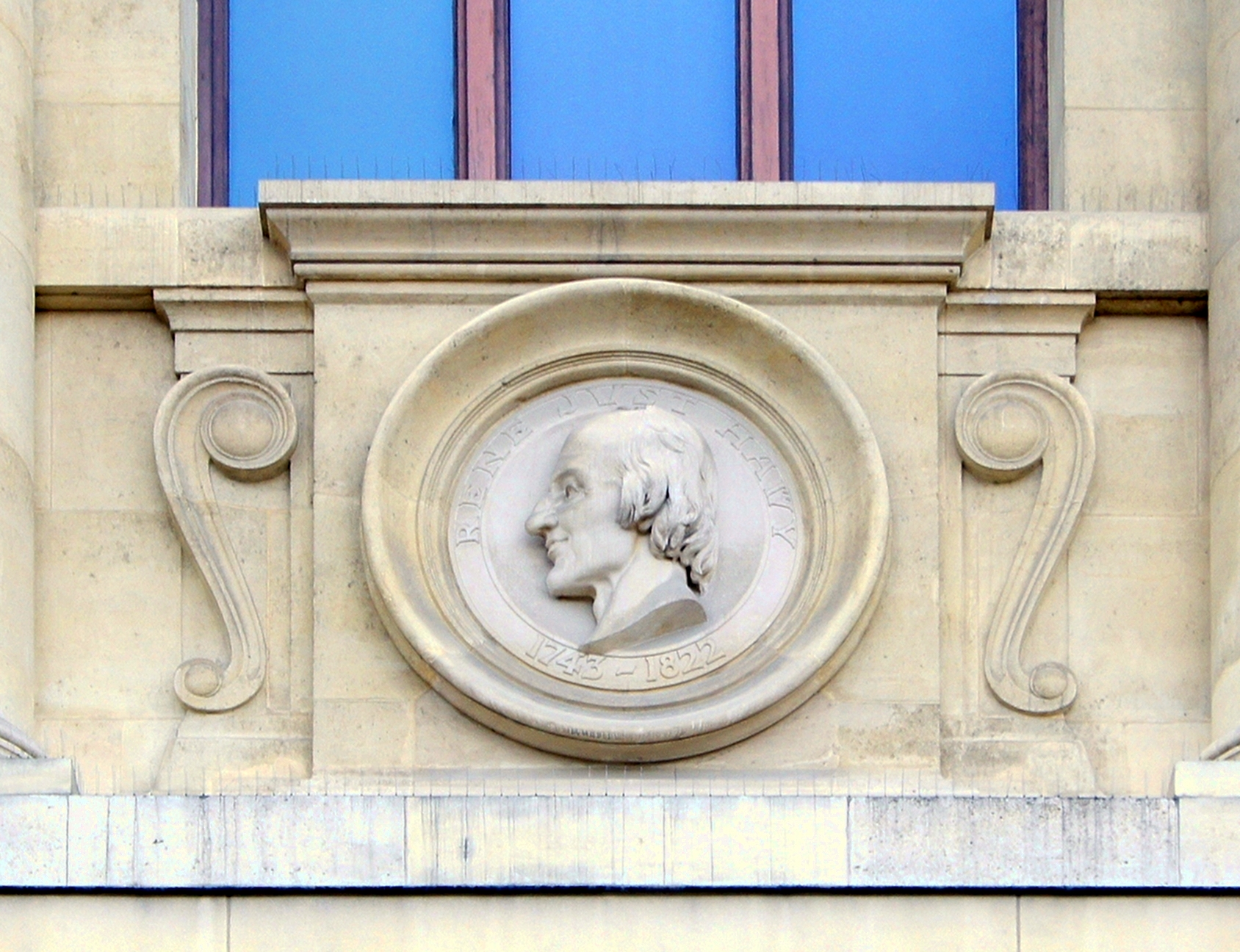
Medallón con el retrato de Haüy sobre la fachada de la Galería de la Evolución del Museo Nacional de Historia Natural de Francia en París.

- En 1781 descubrió la regularidad de los cristales minerales, incluyendo la estructura romboidal de las "moléculas constituyentes" de la calcita.[4]
- Llevó a cabo una clasificación de los minerales inspirada en la sistemática de las plantas. El método adoptado está fundado en la descripción geométrica de las formas y la adopción de una nomenclatura precisa que permitía una comparación inmediata de los diferentes minerales. A través de este trabajo, Haüy logró establecer el concepto de especie mineral.
- Dedujo que la forma de los cristales era el resultado del apilamiento de pequeños volúmenes de material que llamó moléculas integrales, idea a partir de la que su alumno Gabriel Delafosse estableció la noción de malla cristalina en 1840.
- El nombre de Haüy es también conocido por las observaciones que hizo en el campo de la piroelectricidad. Partiendo del descubrimiento en 1817 de las propiedades del espato de Islandia y de otros datos, estudió las propiedades eléctricas de los minerales, estableciendo criterios para identificarlos analizando fenómenos como la piezoelectricidad (por presión); la triboelectricidad (por fricción) y la piroelectricidad (por calentamiento). Para su investigación, imaginó y describió pequeños dispositivos que denominó electroscopios para analizar la electricidad creada en cada caso (análoga a la del vidrio o a la de la resina, según la denominación de la época establecida por Dufay y Nollet).[5]
- En 1793, en colaboración con Antoine Lavoisier, intervino en la determinación del valor de la nueva unidad de masa, conocida por el nombre de kilogramo[6] según la regularización de pesos y medidas promovida por la Comisión de la Academia de Ciencias de Francia.
- Haüy enriqueció enormemente las colecciones mineralógicas del Museo a través de donaciones, intercambios y compras. Su colección personal de minerales fue adquirida por un británico antes de ser adquirida por el Museo en 1848.

## Especies minerales descritas
Se le debe la descripción de numerosas especies minerales:

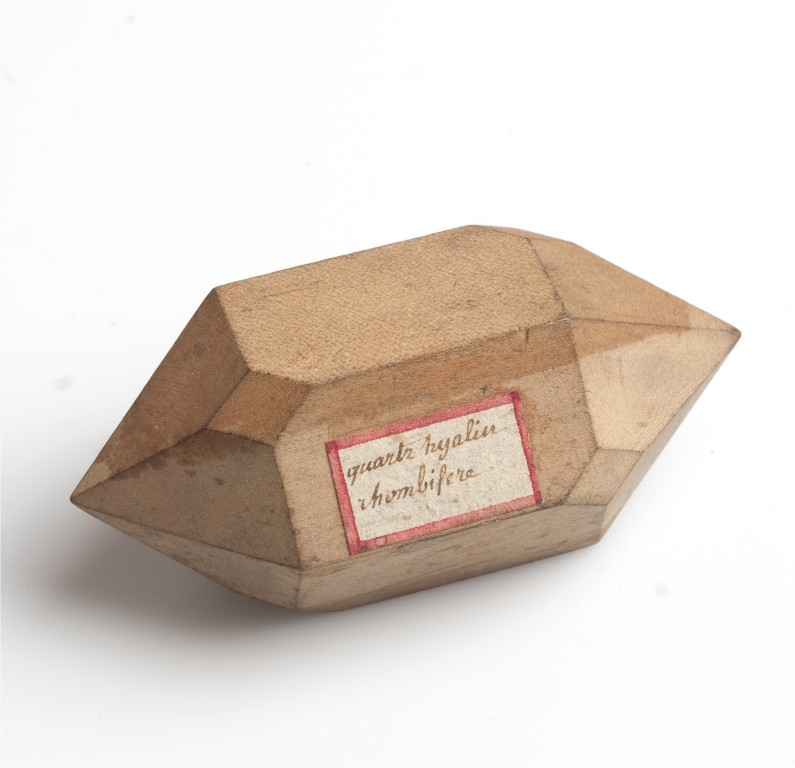
Modelo cristalográfico en madera de peral (por R. J. Haüy) : Cuarzo hyalino rombífero. Colección Museo de Teyler (Haarlem), Holanda.

- actinolita, 1801
- anfíbol, 1797
- anatasa, 1801
- estibina, 1809
- apofilita, 1806
- pirargirita, 1809
- axinita
- dolomita
- aragonito
- apatito
- eritrina
- azurita
- atacamita, 1801
- cuprita
- calcopirita
- calcantita
- crisoberilo
- epidota
- casiterita
- dioptasa, 1797
- distena, 1801
- pirita
- andalucita, 1801
- magnesita
- rodonita
- piromorfita
- galena
- ópalo
- cuarzo citrino
- cuarzo jacinto de Compostela
- cuarzo rosa
- wolframita
- wollastonita
- estilbita
- espodumena
- torbernita, 1801
- smithsonita, 1822
- esfalerita

## Algunas publicaciones

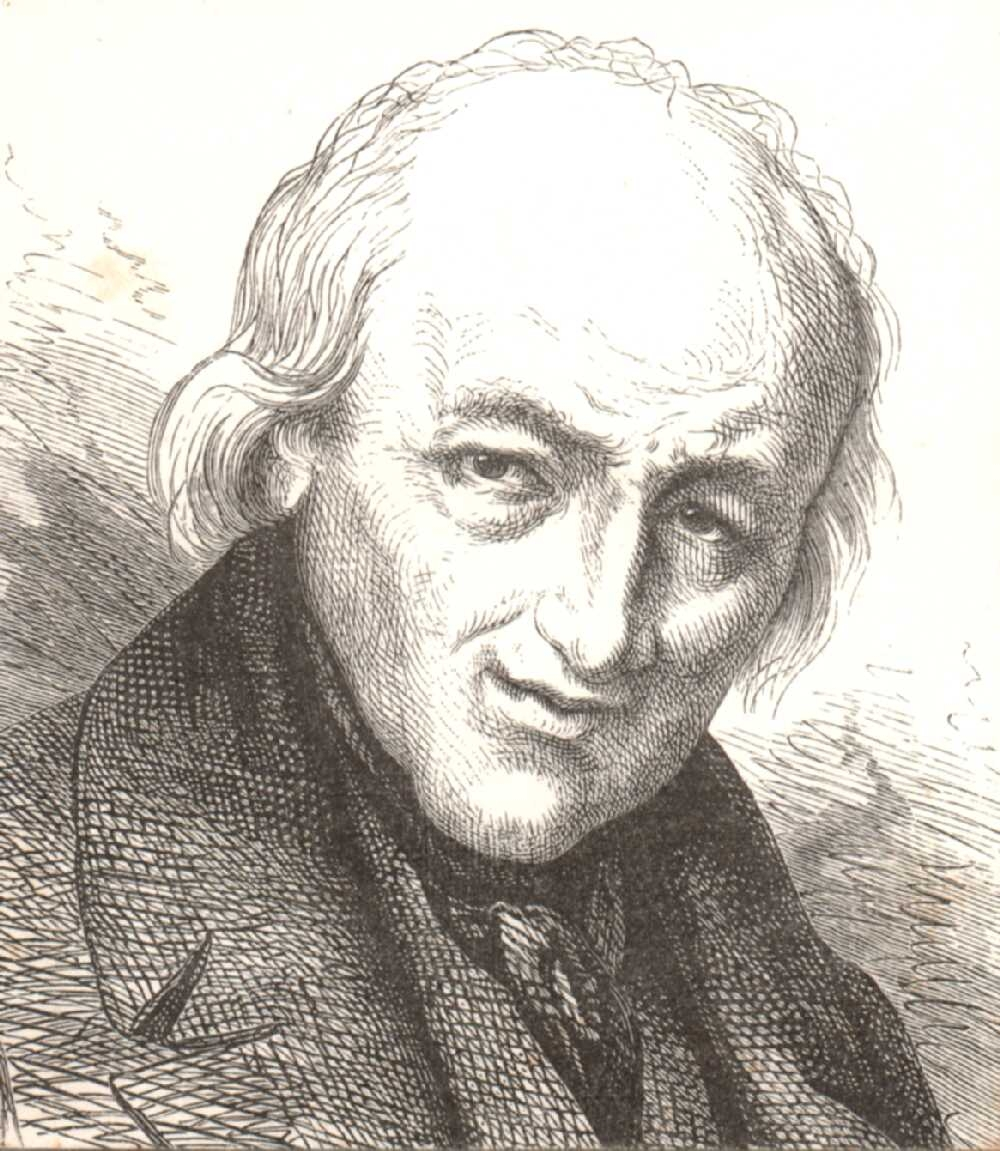
René Just Haüy.

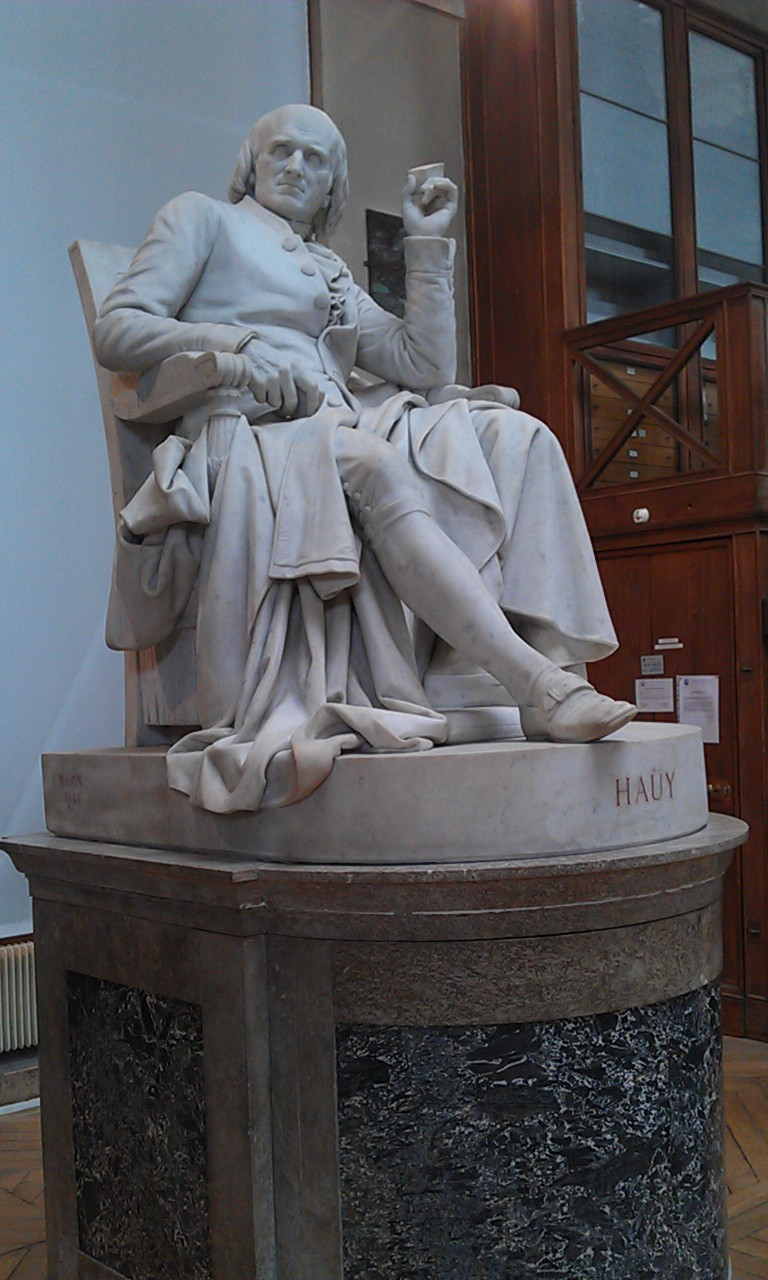
Nicolas Brion, Estatua del abad René Just Haüy, Galería de mineralogía del Museo Nacional de Historia Natural de Francia, París.

Las obras disponibles en formato PDF en la Biblioteca Nacional de Francia están indicados por las siglas « BNF »
- Essai d'une théorie sur la structure des crystaux, appliquée à plusieurs genres de substances crystallisées (1784) BNF
- Exposition raisonné de la théorie de l'électricité et du magnétisme, d'après les principes d'Æpinus (1787) BNF
- De la structure considérée comme caractère distinctif des minéraux (1793)
- Exposition abrégé de la théorie de la structure des cristaux (1793) BNF
- Extrait d'un traité élémentaire de minéralogie (1797)
- Traité de minéralogie (5 vols, 1801) BNF: Tome 1 Tome 2 Tome 3 Tome 4 Tome 5
- Traité élémentaire de physique (2 vols 1803, 1806)
- Tableau comparatif des résultats de la cristallographie, et de l'analyse chimique relativement à la classification des minéraux (1809) BNF
- Traité des caractères physiques des pierres précieuses. París 1817
- Traité des pierres précieuses (1817) BNF
- Traité de cristallographie  (2 vols, 1822)

## Reconocimientos
- En 1821, fue elegido miembro extranjero de la Real Academia Sueca de Ciencias.
- Una lápida recuerda a los hermanos Haüy en el lugar de su casa natal en Saint-Just-en-Chaussée.
- Es uno de los 72 científicos cuyo nombre figura inscrito en la Torre Eiffel.

### Eponimia
- El mineral haüyna (un silicato que forma parte de algunas rocas ígneas) fue nombrado por Haüy por mineralogista danés TC-Bruun Neergaard en 1807.

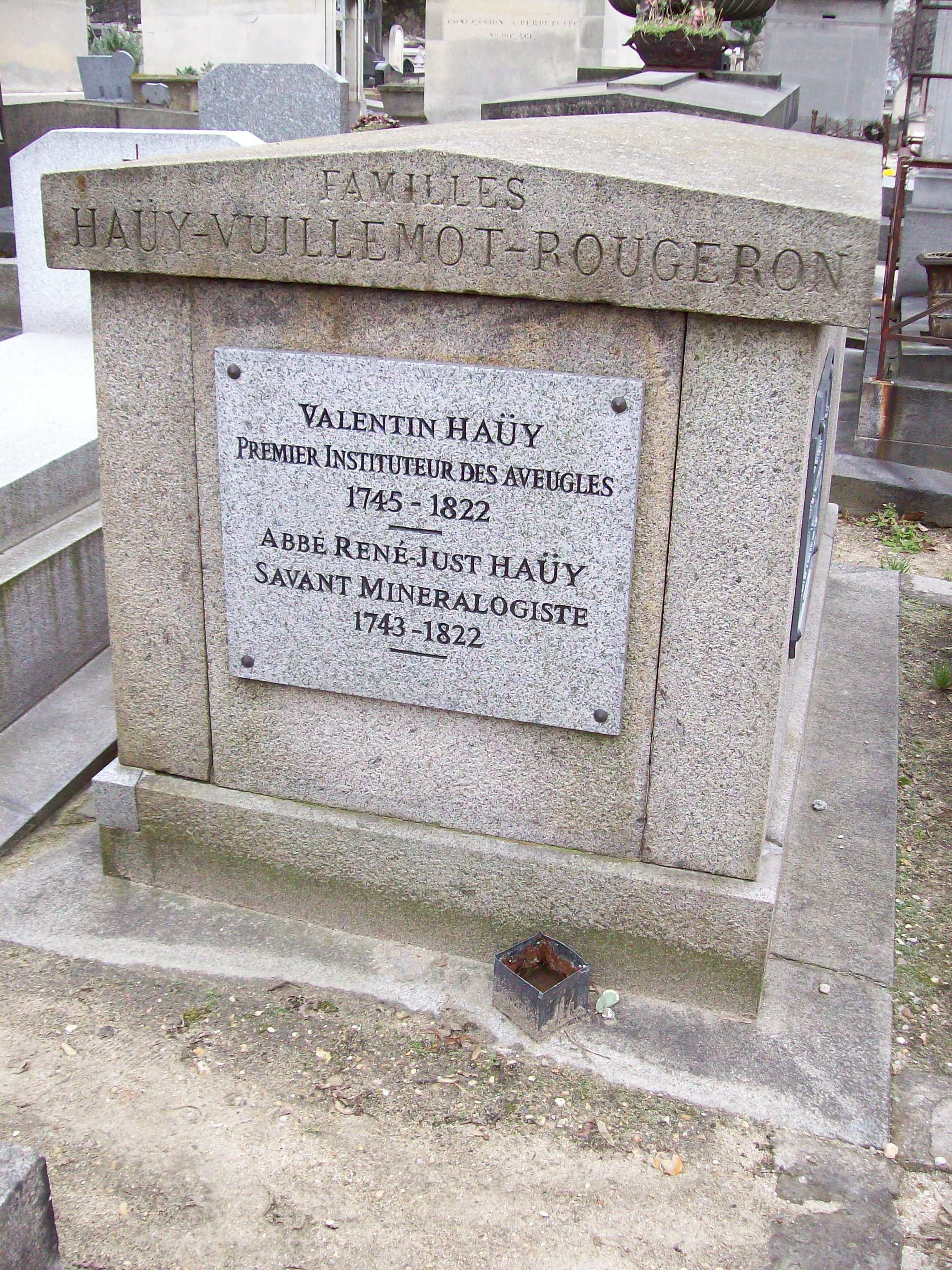
Sepultura de René-Just Haüy y de su hermano Valentin Haüy, en el cementerio del Père-Lachaise de París.
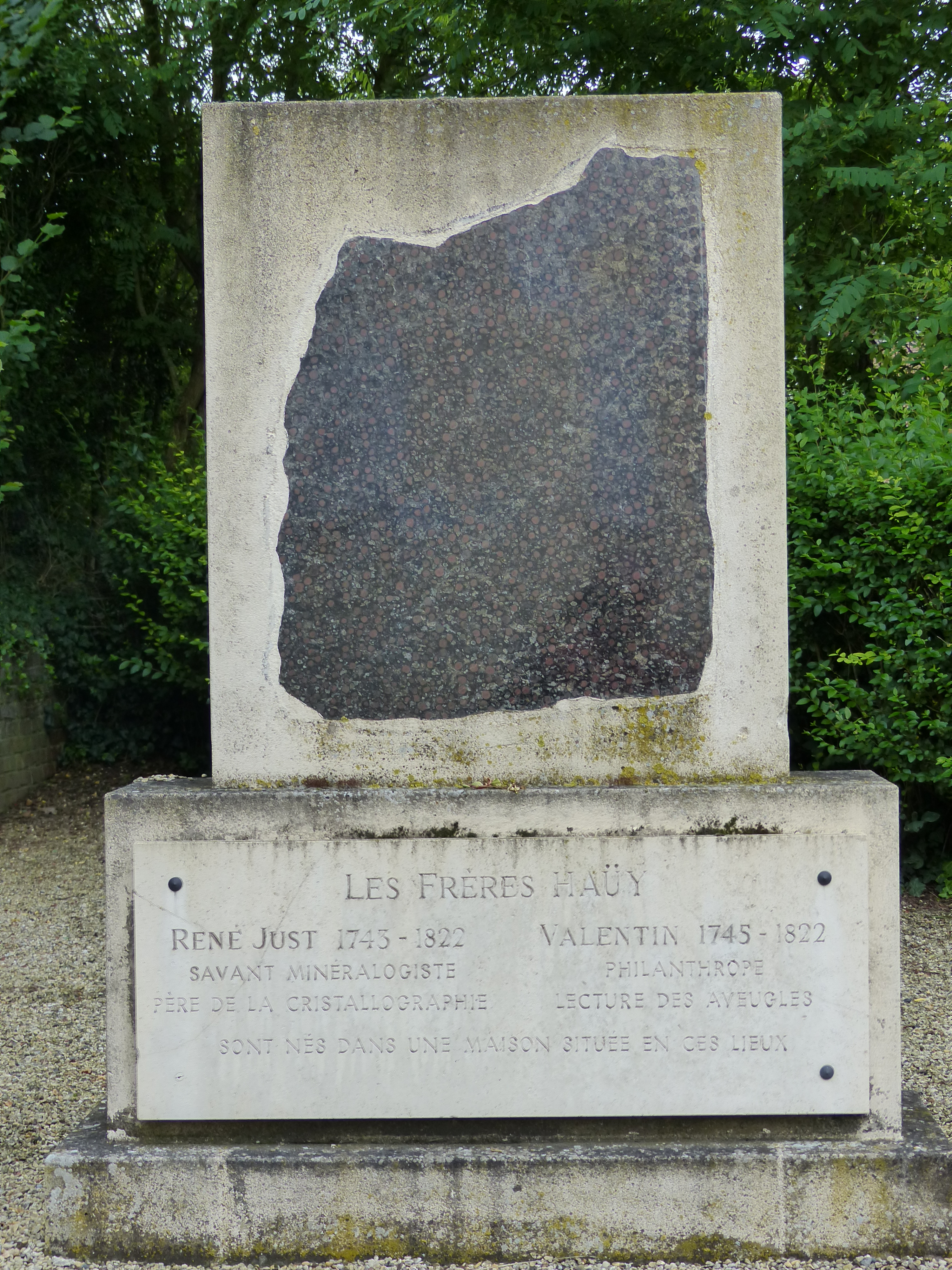
Monumento a los hermanos Haüy, junto a su casa natal en Saint-Just-en-Chaussée.

## Investigaciones relacionadas con René Just Haüy
- Bugallo , A. (2003) O Museo de Historia Natural da Universidade de Santiago de Compostela. Santiago, 231 p.
- Leonardo, F. (2013): “Haüy crystal models at the University of Santiago de Compostela”. The Mineralogical Record, marzo de 2013
- Macho, J. (1891) Historia y catálogo de una colección de modelos de cristales existentes en la existente en la Universidad de Santiago. Anales de la Sociedad Española de Historia Natural, Actas 20. Madrid, 138-150.
- Touret, L. (2004) Crystal models: milestone in the birth of crystallography and mineralogy as sciences; in R. W. VISSER and J. TOURET, Dutch Pioneers of the Earth Sciences, Koninklijke Nederlandse Akademie van Wetenschappen, Ámsterdam, 43-58.

- Datos: Q316515
- Multimedia: René Just Haüy / Q316515